# 데니즈 니커슨

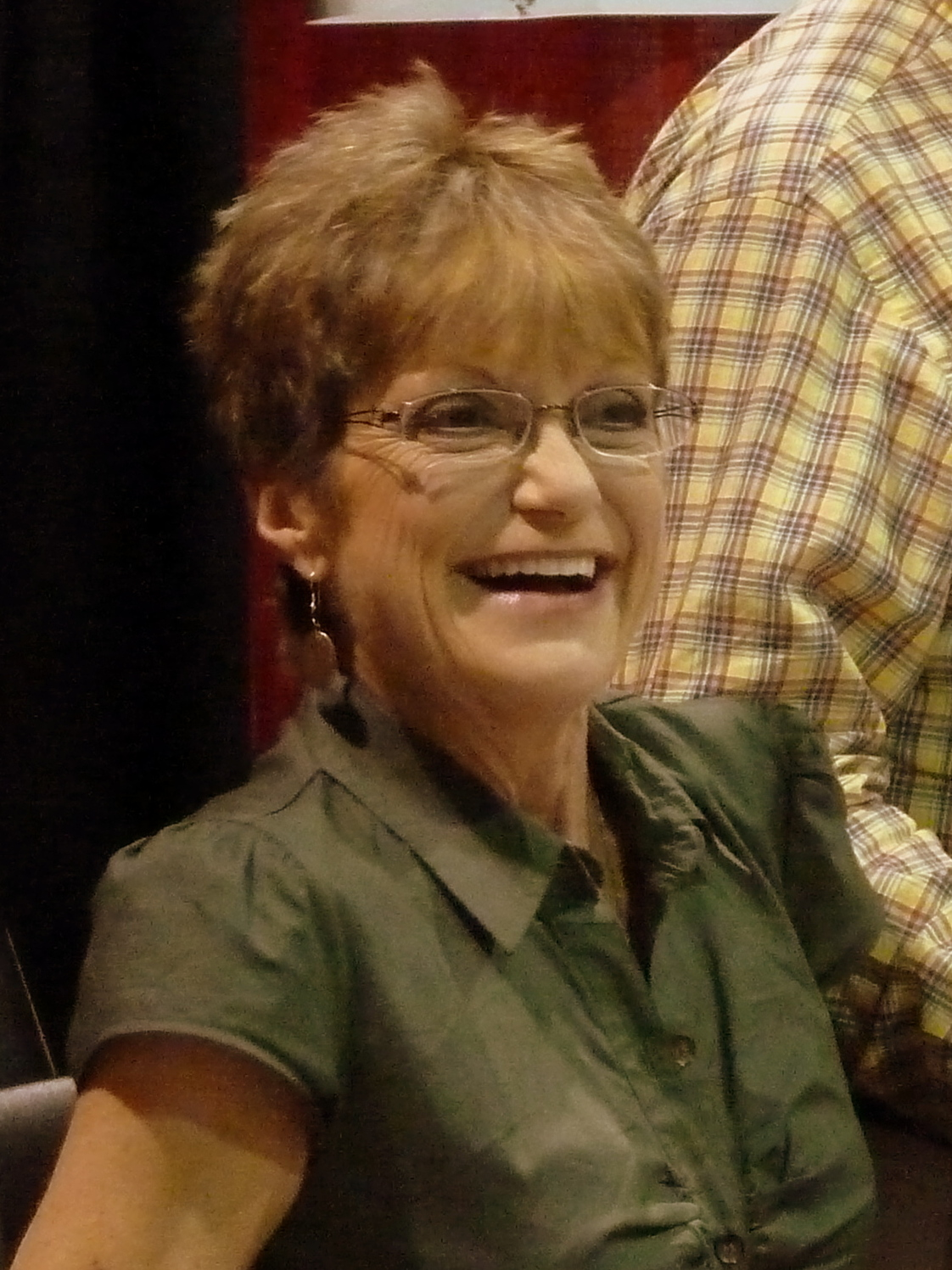

데니즈 니커슨(Denise Nickerson, 1957년 4월 1일 ~ 2019년 7월 10일)는 미국의 배우, 텔레비전 배우, 영화배우이다.
뉴욕에서 태어났으며 오로라에서 사망하였다. 사인은 폐렴이다.

## 영화
- 차일드 오브 글라스 (1978년)
- 제로 투 식스티 (1978년)
- 스마일 (1975년)
- 초콜릿 천국 (1971년)
- 네온 셀링 (1970년)